# Pamirtalen
De Pamirtalen zijn een geografisch bepaalde groep binnen de Oost-Iraanse talen, gesproken door een verscheidenheid aan volkeren in het Pamir-gebergte, vooral langs de Pandj en haar zijrivieren. Het spraakgebied omvat de provincie Badachsjan in het noordoosten van Afghanistan en de autonome provincie Gorno-Badachsjan in Oost-Tadzjikistan. Kleinere gemeenschappen zijn te vinden in de aangrenzende gebieden van Pakistan. Het Sarikoli, een van de talen van de Pamirgroep, wordt gesproken voorbij het Sarikolgebergte, in het Autonoom Tadzjieks Arrondissement Taxkorgan van China. Hiermee is het het meest oostelijke van de bestaande Iraanse talen. De enige andere levende Zuidoost-Iraanse taal is het Pasjtoe.
Er zijn geen gezamenlijke eigenschappen die de Pamirtalen als subgroep binnen de Oost-Iraanse talen onderscheiden, anders dan de geografische locatie. Daarentegen kan men binnen de Pamirtalen vier betrouwbare groepen onderscheiden: 
- De Shughni-Yazgulyam-groep, met inbegrip van Shughni, Sarikoli en Yazgulyam
- Munji en Yidgha
- Ishkamimi en verwante dialecten
- Wachi

De talen hebben de subject-object-werkwoord syntactische typologie.
De overgrote meerderheid van Pamir-sprekers in Tadzjikistan en Afghanistan gebruikt het Tadzjieks als literaire taal, dat in tegenstelling tot de talen van de Pamir-groep een West-Iraanse taal is. De taalgroep wordt bedreigd, met een totaal aantal sprekers rond 100.000 (in 1990).

## Shughni–Yazgulami-groep
Het Shughni, Sarikoli en Yazgulyam behoren tot de Shughni-Yazgulami-groep. Er zijn ongeveer 75.000 sprekers in Afghanistan en Tadzjikistan (inclusief de dialecten Rushani, Bartangi, Oroshor, Khufi en Shughni). In 1982 waren er ongeveer 20.000 sprekers van Sarikoli in het Autonoom Tadzjieks Arrondissement Taxkorgan in de provincie Sinkiang, China. Shughni en Sarikoli zijn niet onderling verstaanbaar. In 1994 waren er 4.000 sprekers van het Yazgulyam langs de rivier Yazgulyam in Tadzjikistan.
De Vanji taal werd gesproken in het dal van de Vanj in de autonome provincie Gorno-Badachsjan in Tadzjikistan. De taal was verwant aan het Yazgulyam. In de 19e eeuw werd het gebied geannexeerd door het Emiraat Buchara en een gewelddadige assimilatiecampagne volgde. Tegen het einde van de 19e eeuw was de Vanji-taal verdwenen, verdrongen door het Tadzjieks.

## Munji–Yidgha-groep
De Munji en Yidgha-talen zijn nauw verwant. Er zijn ongeveer 6.000 sprekers van Yidgha in Pakistan, en in 1992 waren er ongeveer 2.500 sprekers van Munji in de Munjan en Mamalgha-dalen in het noordoosten van Afghanistan. Munji-Yidgha deelt met Pasjtoe en Bactrisch een ontwikkeling  *ð > /l/, afwezig bij de andere drie Pamirgroepen.
Een mogelijke derde, uitgestorven taal van de groep was Sarghulami, in Afghanistan gesproken tot in de vroege 20e eeuw. Het enige bekende document in de taal is een woordenlijst uit 1916.

## Sanglechi–Ishkashimi
Er zijn ongeveer 2.500 sprekers van Sanglechi en Ishkashmi in Afghanistan en Tadzjikistan (dialecten: Sanglechi, Ishkashmi, Zebaki). Het zijn geen geschreven talen.

## Wachi
Er zijn ongeveer 31.000 sprekers van het Wachi in Afghanistan, Tadzjikistan, China en Pakistan.